# Autocesta A4 (Slovenija)
Avtocesta A4 (hrv.: Autocesta A4) je autocesta u Sloveniji. Vodi od Čvora Slivnica kod Maribora preko Ptuja do Gruškovja na granici s Hrvatskom. Njezina međunarodna oznaka, koja apostrofira njezinu važnost, je E59.

## Čvorovi, izlazi i odmorišta
| Slivnica – Gruškovje (33,7 km) |      |                           |                           |                                    |
| Čvor                           | x km | Čvor Slivnica             |                           | A1 → Ljubljana / Maribor / Šentilj |
| (1)                            | x km | Zračna luka               |                           | Zračna luka Maribor                |
| (2)                            | x km | Marjeta na Dravskem Polju |                           |                                    |
| Naplatna postaja Prepolje      |      |                           |                           |                                    |
| (3)                            | x km | Zlatoličje                |                           |                                    |
| Petrol station · Rest area     | x km | Počivališče Dravsko Polje | Počivališče Dravsko Polje | OMV / OMV                          |
| (4)                            | x km | Hajdina                   | 454                       |                                    |
| (5)                            | x km | Ptuj                      |                           |                                    |
| (6)                            | x km | Lancova Vas               | 454 690                   |                                    |
| (7)                            | x km | Podlehnik                 |                           |                                    |
| (8)                            | x km | Zakl                      | 454 689                   |                                    |
| Tunel                          | x km | Tunel Log                 |                           |                                    |
| Border control                 | x km | G.P. Gruškovje – Macelj   | G.P. Gruškovje – Macelj   | G.P. Gruškovje – Macelj            |
| → Zagreb, Hrvatska             |      |                           |                           |                                    |

## Vanjske poveznice
- Tijek autoceste A4 na motorways-exits.com
- Web stranica DARS-a (slovenski/engleski)  Arhivirana inačica izvorne stranice od 27. travnja 2011. (Wayback Machine)